# Friedrich af Anhalt
Friedrich, Prins af Anhalt (tysk: Friedrich Prinz von Anhalt) (11. april 1938 – 9. oktober 1963) var en tysk prins, der fra 1947 til 1963 var familieoverhovede for fyrstehuset Anhalt, der havde hersket over Hertugdømmet Anhalt indtil 1918.

## Biografi
Han var den ældste søn af Hertug Joachim Ernst af Anhalt i hans andet ægteskab med Editha Marwitz. Friedrich efterfulgte sin far sin familieoverhoved for Huset Anhalt, da Joachim Ernst døde den 18. februar 1947 i Buchenwald koncentrationslejr efter Anden Verdenskrig (hvor den blev kaldt NKVD speciallejr nr. 2) som fange af Sovjetunionen. Prins Friedrich døde 25 år gammel den 9. oktober 1963 i München som følge af en bilulykke. Han blev efterfulgt som familieoverhovede af sin lillebror, Prins Eduard.

## Eksterne links
- Slægten Askaniens officielle hjemmeside Arkiveret 21. august 2018 hos  Wayback Machine

| FriedrichHuset AskanienFødt: 11. april 1938 Død: 9. oktober 1963 |                                                                     |                       |
| Titler i prætendens                                              |                                                                     |                       |
| Foregående: Joachim Ernst                                        | — TITULÆR — Hertug af Anhalt 1947 – 1963 Monarkiet afskaffet i 1918 | Efterfølgende: Eduard |